# Katty Rangel
Katty Rangel es una actriz colombiana de teatro y televisión, reconocida principalmente por su participación en las series de televisión Francisco el Matemático ,Los Reyesy Chepe fortuna
. En 2003 recibió una nominación a los Premios TV y Novelas en la categoría de mejor actriz revelación.

## Carrera
Tras cursar estudios de actuación en la Academia Charlot de Bogotá, Rangel inició su carrera como actriz a comienzos de la década de 2000, logrando reconocimiento en el papel de Mariela Paredes en la serie de televisión juvenil Francisco el Matemático. Su desempeño en el programa le valió una nominación a los Premios TV y Novelas en la categoría de mejor actriz revelación en el año 2003. Acto seguido interpretó el papel de Lolita en la serie Los Reyes y más adelante registró una aparición en la telenovela Chepe Fortuna y en la película El control de Dago García. Luego de desaparecer por algunos años de las pantallas colombianas y de emprender un viaje a los Estados Unidos, la actriz figuró en 2019 en producciones del canal regional Teleantioquia como Más allá del tiempo y HKO 1947 La Popular, y en la película Me llevarás en ti.

## Filmografía

### Televisión
- Leandro Díaz (2022-2023)[5]
- Arenas[6] (2021)
- El barrio del bololó[7] (2020)
- HKO 1947 La Popular (2019) — Fabiola de Arrieta
- Más allá del tiempo (2019) — Sixta Tulia Gavirira
- Casa de reinas (2012)
- Chepe Fortuna (2010)
- Los Reyes (2005) —  Leopoldina 'Lolita'
- Francisco el Matemático (2002) — Mariela 'Pancerotti' Paredes

### Cine
- Me llevarás en ti (2019)
- El control (2013)